# Lijst van voetbalinterlands Noord-Ierland - Servië
Deze lijst van voetbalinterlands is een overzicht van alle officiële voetbalwedstrijden tussen de nationale teams van Noord-Ierland en Servië. De landen speelden tot op heden drie keer tegen elkaar. De eerste ontmoeting, een vriendschappelijke wedstrijd, werd gespeeld in Belfast op 14 november 2009. Het laatste duel, een kwalificatiewedstrijd voor het Europees kampioenschap voetbal 2012, vond plaats op 2 september 2011 in de Noord-Ierse hoofdstad.

## Wedstrijden
| № | Plaats   | Datum            | Competitie           | Wedstrijd              | Uitslag |
| - | -------- | ---------------- | -------------------- | ---------------------- | ------- |
| 1 | Belfast  | 14 november 2009 | Vriendschappelijk    | Noord-Ierland – Servië | 0 – 1   |
| 2 | Belgrado | 25 maart 2011    | EK 2012 kwalificatie | Servië – Noord-Ierland | 2 – 1   |
| 3 | Belfast  | 2 september 2011 | EK 2012 kwalificatie | Noord-Ierland – Servië | 0 – 1   |

## Samenvatting
| Competitie        | Totaal gespeeld | Winst Noord-Ierland | Gelijk | Winst Servië | Doelsaldo Noord-Ierland – Servië |
| ----------------- | --------------- | ------------------- | ------ | ------------ | -------------------------------- |
| EK-kwalificatie   | 2               | 0                   | 0      | 2            | 1 − 3                            |
| Vriendschappelijk | 1               | 0                   | 0      | 1            | 0 − 1                            |
| Totaal            | 3               | 0                   | 0      | 3            | 1 − 4                            |

## Details

### Eerste ontmoeting
| Vriendschappelijk (Belfast, Noord-Ierland, 14 november 2009): |       |                   |
| Noord-Ierland                                                 | 0 – 1 | Servië            |
|                                                               | goals | 57' Danko Lazović |

### Tweede ontmoeting
| EK 2012 kwalificatie (Belgrado, Servië, 25 maart 2011): |       |                    |
| Servië                                                  | 2 – 1 | Noord-Ierland      |
| Marko Pantelić 65' Zoran Tošić 74'                      | goals | 40' Gareth McAuley |

### Derde ontmoeting
| EK 2012 kwalificatie (Belfast, Noord-Ierland, 2 september 2011): |       |                    |
| Noord-Ierland                                                    | 0 – 1 | Servië             |
|                                                                  | goals | 67' Marko Pantelić |